# José Ramirez Barreto
José Ramirez Barreto (Porto Alegre, 3 settembre 1976) è un ex calciatore e allenatore di calcio brasiliano, di ruolo attaccante.

## Carriera
Ha iniziato la carriera nelle giovanili del Grêmio, una squadra di Porto Alegre. Ha militato dal 1999 al 2004 nel Mohun Bagan di Calcutta, nel ruolo di centravanti. Poi è passato nel Penang F.A. (club della Malaysia). Nel 2005 è tornato in India dove ha vestito i colori del Mahindra United prima di riapprodare, nel giugno del 2006, nelle file del Mohun Bagan. Quest'ultimo trasferimento è stato il più caro nella storia del calcio indiano.
Ha segnato più di 150 gol nel campionato indiano.

## Palmarès

### Club

#### Competizioni statali
- Campionato Gaucho: 2

Gremio: 1995, 1996

#### Competizioni nazionali
- Campionato brasiliano: 1

Gremio: 1996
- Coppa del Brasile: 2

Gremio: 1994, 1997
- I-League: 3

Mohun Bagan: 1999-2000, 2001-2002
Mahindra United: 2005-2006
- Federation Cup: 4

Mohun Bagan: 2001, 2006, 2008
Mahindra United: 2005

#### Competizioni internazionali
- Coppa Libertadores: 1

Gremio: 1995
- Recopa Sudamericana: 1

Gremio: 1996

### Individuale
- Capocannoniere del campionato indiano: 1

2000-2001 (14 reti)